# いなせなロコモーション
「いなせなロコモーション」は、サザンオールスターズの楽曲。自身の8作目のシングルとして、Invitationから7インチレコードで1980年5月21日に発売された。
1988年6月25日と1998年2月11日に8cmCDとして、2005年6月25日には12cmCDで再発売されている。2014年12月17日からはダウンロード配信、2019年12月20日からはストリーミング配信が開始されている。

## 背景・制作
5か月連続でシングルリリースする「FIVE ROCK SHOW」の第3弾。当初は5か月連続の予定だったが、前作「恋するマンスリー・デイ」と本作の間には2か月間の間が出来てしまっている。
ちなみに、本作は自身のシングルとしては初めて、メンバーがジャケットに登場しておらず、「わすれじのレイド・バック」までは永井博のイラストが使用されている。また、この本作より「匂艶 THE NIGHT CLUB」まで、アーティスト表記が「SOUTHERN ALL STARS.」の左寄せ3行表記で続いている。

## 収録曲
- 収録時間：8:23

1. いなせなロコモーション (4:47)
（作詞・作曲：桑田佳祐 / 編曲：サザンオールスターズ）
アサヒ飲料「三ツ矢サイダー」CMソング。
歌詞の中には「後家サバイバー」をはじめとした独特なフレーズや、コニー・フランシス、ドリス・デイ、シュープリームス、フランキー・ヴァリ、ビーチボーイズなどアメリカンポップスのアーティスト名が多数登場する[4]。
2000年発売のシングル「この青い空、みどり 〜BLUE IN GREEN〜」のアナログ盤にライブバージョンがカップリング曲として収録されている[5]。
2. LOVE SICK CHICKEN (3:35)
（作詞：大森隆志 & フジミ・ミドリ / 作曲：大森隆志 / 編曲：サザンオールスターズ）
ギターの大森のボーカル曲。

## 参加ミュージシャン
- 桑田佳祐:Vocal (#1)、Guitar (#1,2)
- 大森隆志:Guitar (#1,2) 、Vocal (#2)
- 原由子:Keyboards, Chorus (#1,2)
- 関口和之:Bass, Chorus (#1,2)
- 松田弘:Drums, Chorus (#1,2)
- 野沢秀行:Percussion, Chorus (#1,2)

## 収録アルバム
| 曲名                   | 作品名                                    | 備考                                             |
| ---------------------- | ----------------------------------------- | ------------------------------------------------ |
| いなせなロコモーション | Kick Off!                                 | カセットテープのみの販売のため、現在は廃盤作品。 |
| いなせなロコモーション | アーリー・サザンオールスターズ            | カセットテープのみの販売のため、現在は廃盤作品。 |
| いなせなロコモーション | SOUTHERN ALL STARS BEST ONE '82           | カセットテープのみの販売のため、現在は廃盤作品。 |
| いなせなロコモーション | Shout!                                    | カセットテープのみの販売のため、現在は廃盤作品。 |
| いなせなロコモーション | すいか SOUTHERN ALL STARS SPECIAL 61SONGS | 数量限定販売のため、現在は廃盤作品。             |
| いなせなロコモーション | 海のYeah!!                                |                                                  |
| LOVE SICK CHICKEN      | HAPPY!                                    | 数量限定販売のため、現在は廃盤作品。             |

## ミュージック・ビデオ収録作品
| 曲名                   | 作品名 |
| ---------------------- | ------ |
| いなせなロコモーション | 未収録 |
| LOVE SICK CHICKEN      | 未収録 |

## ライブ映像作品
| 曲名                   | 作品名                                                                                                  | 備考                                                                                             |
| ---------------------- | --- | ------------------------------------------------------------------------------------------------ |
| いなせなロコモーション | 武道館コンサート                                                                                        | 1982年1月26日に日本武道館で開催されたコンサートの模様を収録。                                    |
| いなせなロコモーション | Southern All Stars THE BEST                                                                             | 『武道館コンサート』と同様の映像になっている。                                                   |
| いなせなロコモーション | ホタル・カリフォルニア                                                                                  |                                                                                                  |
| いなせなロコモーション | 平和の琉歌 〜Stadium Tour 1996 "ザ・ガールズ万座ビーチ" in 沖縄〜                                       |                                                                                                  |
| いなせなロコモーション | 1998 スーパーライブ in 渚園                                                                             | アコースティック編成での演奏。演奏途中で爆笑問題によるこの曲の歌詞を題材にした漫才が挿入された。 |
| いなせなロコモーション | シークレットライブ'99 SAS 事件簿 in 歌舞伎町                                                            |                                                                                                  |
| いなせなロコモーション | SUMMER LIVE 2003「流石だスペシャルボックス」胸いっぱいの “LIVE in 沖縄” & 愛と情熱の “真夏ツアー完全版” |                                                                                                  |
| いなせなロコモーション | 桑田佳祐の音楽寅さん 〜MUSIC TIGER〜 あいなめBOX                                                        | 桑田佳祐ソロ名義の作品。特典映像DISC「サザンオールスターズ SPECIAL LIVE IN 建長寺」に収録。      |
| LOVE SICK CHICKEN      | 未収録                                                                                                  |                                                                                                  |